# Saison 1933-1934 des Sports olympiques montpelliérains
Chronologie
Saison précédente Saison suivante
La saison 1933-1934 des SO Montpelliérains voit le club évoluer en Division 1 pour la deuxième saison consécutive.
Le club héraultais lutte pour le titre pendant plus de la moitié de la saison, n'étant décroché qu'à partir du mois de mars pour terminer à la 8e place du championnat.
En Coupe de France, les somistes échouent en huitièmes de finale face au FC Sète qui réalise le doublé lors de cette saison.

## Joueurs et staff

### Transferts
| Été 1933              |             |                     |                        |                    |
| Nom                   | Nationalité | Transfert           | Provenance/Destination | Division           |
| Arrivées              |             |                     |                        |                    |
| Abdelkader Ben Bouali | France      | Transfert           | RU Alger               | DH (Ligue d'Alger) |
| Manuel Anatol         | France      | Transfert           | Atlético Madrid        | Segunda División   |
| Pierre Granier        | France      | Premier contrat pro |                        |                    |
| Emile Denegri         | France      | Transfert           | OGC Nice               | Division 1         |
| Départs               |             |                     |                        |                    |
| Jean-Pierre Médan     | France      | Transfert           | SC Nîmois              | Division 1         |
| Pierre Hornus         | France      | Transfert           | FC Mulhouse            | Division 2         |

## Rencontres de la saison

### Division 1
| Tour       | Adversaire             | Lieu | Résultat |
| Journée 1  | Racing Club de Paris   | Dom. | 1-0      |
| Journée 2  | Stade rennais UC       | Ext. | 6-2      |
| Journée 3  | FC Sochaux-Montbéliard | Dom. | 3-2      |
| Journée 4  | OGC Nice               | Ext. | 1-1      |
| Journée 5  | Olympique lillois      | Ext. | 2-6      |
| Journée 6  | SC Nîmois              | Ext. | 0-2      |
| Journée 7  | FC Antibes             | Dom. | 3-2      |
| Journée 8  | Excelsior AC Roubaix   | Ext. | 2-3      |
| Journée 9  | Olympique de Marseille | Dom. | 3-3      |
| Journée 10 | CA Paris               | Ext. | 4-1      |
| Journée 11 | SC Fives               | Dom. | 4-1      |
| Journée 12 | FC Sète                | Ext. | 1-1      |
| Journée 13 | AS Cannes              | Dom. | 0-0      |
| Journée 14 | Racing Club de Paris   | Ext. | 0-3      |
| Journée 15 | Stade rennais UC       | Dom. | 1-2      |
| Journée 16 | FC Sochaux-Montbéliard | Ext. | 0-0      |
| Journée 17 | OGC Nice               | Dom. | 3-1      |
| Journée 18 | Olympique lillois      | Dom. | 2-1      |
| Journée 19 | SC Nîmois              | Dom. | 2-4      |
| Journée 20 | FC Antibes             | Ext. | 3-3      |
| Journée 21 | Excelsior AC Roubaix   | Dom. | 2-6      |
| Journée 22 | Olympique de Marseille | Ext. | 1-3      |
| Journée 23 | CA Paris               | Dom. | 3-2      |
| Journée 24 | SC Fives               | Ext. | 1-2      |
| Journée 25 | FC Sète                | Dom. | 4-1      |
| Journée 26 | AS Cannes              | Ext. | 1-3      |

### Coupe de France
| Tour            | Adversaire                          | Lieu                | Résultat   |
| 1/32e de finale | Stade français (Division d'Honneur) | Ext.                | 4-3 (a.p.) |
| 1/16e de finale | FC Sochaux-Montbéliard (Division 1) | Alès                | 1-0        |
| 1/8e de finale  | FC Sète (Division 1)                | Stade de l'Huveaune | 1-0        |

## Statistiques

### Statistiques collectives
| Compétition     | Débute au tour  | Place ou tour final | Matches joués | Gagnés | Nuls | Perdus | Buts pour | Buts contre | Différence |
| Division 1      | -               | 8e                  | 26            | 10     | 6    | 10     | 53        | 55          | -2         |
| Coupe de France | 1/32e de finale | 1/8e de finale      | 3             | 2      | 0    | 1      | 5         | 4           | +1         |
| Total           | -               | -                   | 29            | 12     | 6    | 11     | 58        | 59          | -1         |